# Baby Talk (Musical)
Baby Talk ist ein Zwei-Personen-Musical in drei Akten von Peter Lund (Text) und Thomas Zaufke (Musik) und trägt den Untertitel Das Kinder-Krieg-Musical. Das Stück wurde an der Neuköllner Oper uraufgeführt und ist im Litag-Theaterverlag verlegt. Es handelt sich dabei um das erste gemeinsame Werk von Peter Lund und Thomas Zaufke.

## Handlung
Charlotte und Robert haben alles, was sie sich nur wünschen können: eine funktionierende Beziehung, genug Geld, um diese finanzieren zu können, gemeinsame Vorstellungen vom Leben, Lieben und ihrem weiteren Leben. Seit vierzehn Jahren sind die Anwältin und der Lehrer ein Paar und haben ihr Leben zwischen Beruf, Freizeit und angemessenem Wohlstand behaglich eingerichtet. Aber die biologische Uhr tickt mit Mitte 30 schon ganz schön hörbar, und schließlich sind auch Charlotte und Robert nicht nach Berlin gezogen, um sich Kinderspielplätze anzugucken. Charlotte und Robert wollen ein Kind. Kein Problem heutzutage. Beide sind gesund, haben einen Job und zwei Zimmer zu viel, und mit der Liebe hat es die letzten vierzehn Jahre auch ziemlich gut geklappt.
Schnell werden Fragen wie: „Ist es – jetzt – der richtige Zeitpunkt?“, „Wünschen wir uns einen Sohn oder eine Tochter?“ oder „Was soll unser Kind von uns erben?“ zum einzigen Gesprächsthema. Beiden wird klar, dass sie sich doch nicht so gut kannten, wie sie es bisher vermutet hatten. Unvermittelt wird die Diskussion über das Kinder-Kriegen zur Bewährungsprobe für die Beziehung. Während Robert sich schon zu zwanzig Jahren emotionalem Hausarrest verdammt sieht, fürchtet Charlotte eher die Umstände, die so eine Schwangerschaft bereitet: „Ich hab einen Job und keine Lust; neun Monate als Luftballon durch diesen Job zu laufen.“ Auch fürchtet sie, von jedem Berufswiedereinstieg abgeschnitten zu werden. Es zeigt sich jedoch, dass auch sie nicht wirklich weiß, was sie eigentlich will: „Ich mag Kinder, ich mag sie nur nicht bekommen.“ Da man solche albernen Visionen natürlich am besten für sich behält, schrumpfen die Gespräche zwischen Robert und Charlotte genau in dem Verhältnis, in dem die Spannung wächst. Nach Erörterung aller Imponderabilien und der Erkenntnis, dass man sich vielleicht doch nicht so gut kennt, wie man glaubte, ist es trotzdem so weit: Das erste Ultraschallbild löst Euphorie aus. „Was es wird, ist mir egal; wie es wird, ich hoffe: gut!“ Eigentlich weiß Robert aber genau, was er will, nämlich einen Sohn: „Ich hätt’ so gerne einen Sohn, denn wenn der kommt, den kenn’ ich schon.“
Am Ende kommt alles ein wenig anders als gedacht: Die sich doch eigentlich Liebenden trennen sich, und es zeigt sich in der Schlussszene, dass „Marmor, Stein und Eisen so mit der Zeit vergreisen. Dass alte Brücken brechen, so wie Versprechen.“

## Rezeption
Es geht im Stück um das Miteinander, um das letzte echte Teamwork der Menschheit: Es geht ums Kinderkriegen. Während der erste Teil von Baby Talk schnell, amüsant und fesselnd ist, geht es im weiteren Verlauf wesentlich tiefgründiger und melancholischer zu. Es geht nicht nur um die Frage „Kind – ja oder nein?“, sondern auch um das „Ich und Du“. Was als locker-leichte Beziehungskiste beginnt, gipfelt in einem Showdown über die existenziellen Fragen der Familienplanung, und erstaunt durch die Tatsache, dass es hier der Mann ist, den es so dringend nach Fortpflanzung gelüstet.
Die bisweilen ziemlich zynischen, pointierten Dialoge machen Baby Talk zu einem bittersüßen Cocktail aus scharf  beobachtetem Beziehungsportrait und heiter-skurrilen, aber auch nachdenklichen Songs.
Thomas Zaufke komponierte das Musical für Klavier, Klarinette, Kontrabass und Gitarre. Die Songs sind vorrangig an Blues-Songs und archetypischem Barjazz orientiert.

## Uraufführung
Baby Talk wurde am 30. April 2000 in der Neuköllner Oper uraufgeführt und hier in neu einstudierter Fassung am 6. Juli 2008 wiederaufgeführt.

## Ensembles und Inszenierungen

### Ensemble der ersten Spielzeit
April/Mai 2000 an der Neuköllner Oper
- Inszenierung: Peter Lund
- Darsteller: Frederike Haas als Charlotte und Leon van Leeuwenberg als Robert

### Ensemble der Wiederaufnahme
Juni 2001 an der Neuköllner Oper
- Inszenierung: Peter Lund
- Musikalische Leitung: Bettina Koch
- Darsteller: Nicole Rößler als Charlotte und Leon van Leeuwenberg als Robert

Juli/August 2008 an der Neuköllner Oper
- Inszenierung: Peter Lund
- Musikalische Leitung: Hans-Peter Kirchberg/Bettina Koch
- Ausstattung: Thomas Fitzpatrick
- Darsteller: Agnes Hilpert als Charlotte und Uli Scherbel als Robert

### Weitere Inszenierungen
- 2000: TheaterNativeC, Cottbus Regie: Matthias Härtig (mit Daniella Erdmann und Matthias Greupner)
- 2002: Theater Hagen, Regie: Peter Zeug (mit Birge Funke und Uli Scherbel)
- 2005: Inbühne Weimar (mit Gloria Marks und Peter Frank)
- 2007: Mittelsächsisches Theater Freiberg-Döbeln, Regie Klaus Kühl (mit Susanne Engelhardt und Jan Michael Horstmann)
- 2008: Theater Plauen-Zwickau, Regie: Friederike Barthel (mit Andrea Reichel und Jörg Simmat)
- 2010: Landestheater Coburg (Theater in der Reithalle), Regie: Hendrik Müller (mit Katrin Dieckelt und Jason Tomory)
- 2010/2011: Landestheater Eisenach, Regie: Gabriel Diaz (mit Kati Farkas und Thomas Christ)
- 2013: Frank Serr brachte als Gastspiel mit Nina Henrich und Mathias Förster das Musical auf folgende Bühnen: Festspielhaus Fürstliche Reitbahn in Bad Arolsen, Stadthalle Hockenheim, Kulturhaus Wittenberge, Kurhaus Bad Bevensen, Theater im  Forum Alte Werft in Papenburg,   Hessisches Landestheater Marburg, Theater im Schlossgarten in Arnstadt, Stadthalle Sinsheim,  Wolf-Ferrari-Haus in Ottobrunn und Saalbau in Witten
- 2013: Landestheater Linz (BlackBox Musiktheater Volksgarten), Regie: Andy Hallwaxx (mit Daniela Dett und Rob Pelzer)
- 2014: Überarbeitete Fassung, Deutschland-Tournee des Ensembles Loge 5 – Die Theater Company, Regie: Dietmar Horcicka (mit Julia Baukus und Sascha Littig)
- 2015: Theater Lüneburg, Regie: Friedrich von Mansberg (mit Anna Müllerleile und MacKenzie Gallinger)
- 2016: Theater Hof, Regie: Karsten Jesgarz, Musikalische Leitung: Franz Tröger (mit Cornelia Löhr und Thilo Andersson)[6]

## Liste der Lieder
- Opening
- Mein Körper und ich
- Doch. Schon.
- Wie das Ticken einer Uhr
- Torschlusspanik
- Vater, Mutter, Kind
- Die fremde Frau in meinem Bett
- Ohne mich
- Ich hab heut Nacht sehr schlecht geschlafen
- Vererbung
- Begrüßung
- Hirsch auf Pirsch
- Kleine Geheimnisse
- Nicht genug
- Zu zweit

## Pressestimmen
„oft sehr witzig, zum einen wegen der spritzigen Dialoge und der fröhlich-frechen Jazzrhythmen von Piano, Bass und Klarinette. Zum anderen wegen der beiden Darsteller, die mit perfektem Timing und ohne Furcht vor Peinlichkeiten zwischen ihren orangefarbenen Sitzkissen von einer gefährlichen ‚Projektphase‘ in die nächste stolpern – und dabei noch sehr gut singen.“ (Eva Kalwa, Der Tagesspiegel, 14. Juli 2008)
„Der Jubel ist groß. (…) Peter Lund, der Dialoge und Songtexte zu Baby Talk, dem kleinen Musical als großer Wurf, geschrieben hat, hat soviel Ernst wie Witz für seine beiden Helden. Das zündet, springt aufs begeisterte Publikum und swingt auf Trab gebracht von Thomas Zaufke.“ (TwoTickets.de, 23. März 2013)
„Peter Lund und Thomas Zaufke gelingt in ihrem Kinder-Krieg-Musical eine virtuose Gratwanderung zwischen Boulevardkomödie und Beziehungsdrama, zwischen Kammerspiel und Shownummer“ (Neue Mitmachzeitung vom 11. April 2012)
„Baby Talk ist ein Stück, das richtig unter die Haut geht“ (Edelgard Bach, Kulturgemeinde Witten, 24. März 2013)

## Auszeichnungen
- 2021: Deutscher Musical Theater Preis, Bestes Revival (Theater Bielefeld)